# Adolfo de Almeida
Adolfo de Almeida fue un célebre actor de reparto argentino.

## Carrera
Actor secundario muy recurrido en la época dorada del cine y del teatro argentino, supo lucirse con una gran versatilidad en diferentes roles dramáticos y cómicos. Actuó bajo las órdenes de grandes directores como Julio Saraceni, Lucas Demare, Francisco Mugica, Bernard Roland, Nelo Cosimi, entre otros.
En cine se inició en 1936 en la película Juan Moreira, donde compartió cartel con grandes como Max Citelli, Antonio Podestá, María Esther Podestá, Herminia Mancini y Sarita Watle. Actuó en cinco películas más, hasta despedirse en 1962 con el film Delito, dirigido por Ralph Pappier, y estelarizado por Elida Gay Palmer, Claude Marting y Homero Cárpena.
En teatro integró grandes compañías como la de Gloria Guzmán - Pablo Palitos - Sebastián Chiola.

## Filmografía
- 1962: Delito
- 1957: Continente blanco
- 1950: La culpa la tuvo el otro
- 1946: Deshojando margaritas
- 1944: Nuestra Natacha
- 1937: El escuadrón azul
- 1936: Juan Moreira

## Teatro
- 1950: Mónica perdió un complejo, estrenada en el Teatro Smart.[3]